# حمله ازبک‌ها به ایران (۱۶۳۱–۱۶۳۲)
در ۹ شوال ۱۰۴۰ه‍.ق (۱۱ می ۱۶۳۱ میلادی) حمله جدید ازبکان به بالامرغاب و بادغیس شکست خورد. در نوامبر همان سال ازبکان به غوریان حمله کردند و به سوی تربت جام، خواف و باخزر می‌رفتند که با رسیدن نیروهای صفوی، به غارت بسنده کردند و به سمت قلمرو بخارا برگشتند.
در اواخر سال ۱۰۴۱ ه‍.ق (۱۶۳۲ میلادی) عبدالعزیز خان از پیمانی که صفویان داشت سرباز زد و به تصور تسخیر دوباره خراسان به تجهیز قوا مشغول شد. وی دوباره به خراسان تاخت. خودش به ماروچاق حمله کرد و ندر دیوان بیگی به مرو. با وجود اینکه والی مرو تازه درگذشته بود، اما پانزده هزار سپاهی ازبک نتوانستند مرو را فتح کنند و به بخارا بازگشتند. عبدالعزیز با (سی هزار یا بیست هزار نفر) سپاهی‌اش به خراسان وارد شدند، پیش از آن مردم، منطقه را تخلیه کرده بودند و براساس سنت آن روزگار صفویان، آذوقهٔ مورد احتیاج سپاه مهاجم را از بین برده بودند.
عبدالعزیز و نیروهایش توانستند در نبردی سنگین ماروچاق را فتح کنند.
سپاهی به فرماندهی رستم بیگ و رستم محمدخان حاکم درجزین مأمور ختم غائله شدند،
اما با شنیدن خبر آمدن سربازان خراسان، ناحیه را غارت و ترک نمودند. در مقابل سپاه قزلباش هم به چند شهر خان‌نشین بخارا حمله کردند و عده‌ای را اسیر نمودند که شاه صفی دستور داد ایشان را آزاد کنند. در ۱۶۳۳ م ازبکان سرخس را اشغال کردند و پادگانی را در آن مستقر نمودند. در بازپس گرفتن سرخس، دویست نفر از ازبک‌ها اسیر شدند.